# Бакусевич Мар'ян Мар'янович
Мар'ян Мар'янович Бакусе́вич (11 серпня 1931, Гавареччина — 24 червня 2000, Гавареччина) — український майстер художньої кераміки, заслужений майстер народної творчості УРСР з 1990 року.

## Творчість
Працював у галузі чорнолощеної кераміки. Створював глеки, горщики, макітри, миски, дзбанки-близнята, вази, свічники та інше, декорував гравіруванням, лискуванням, а також рельєфним ліпленням. 
Твори експонувалися на міжнародних виставках, зберігаються у Національному музеї українського народного декоративного мистецтва у Києві, Музеї етнографії та художнього промислу у Львові, Музеї народної архітектури та побуту імені Климентія Шептицького, музеї-заповіднику «Олеський замок».